# Daboyta

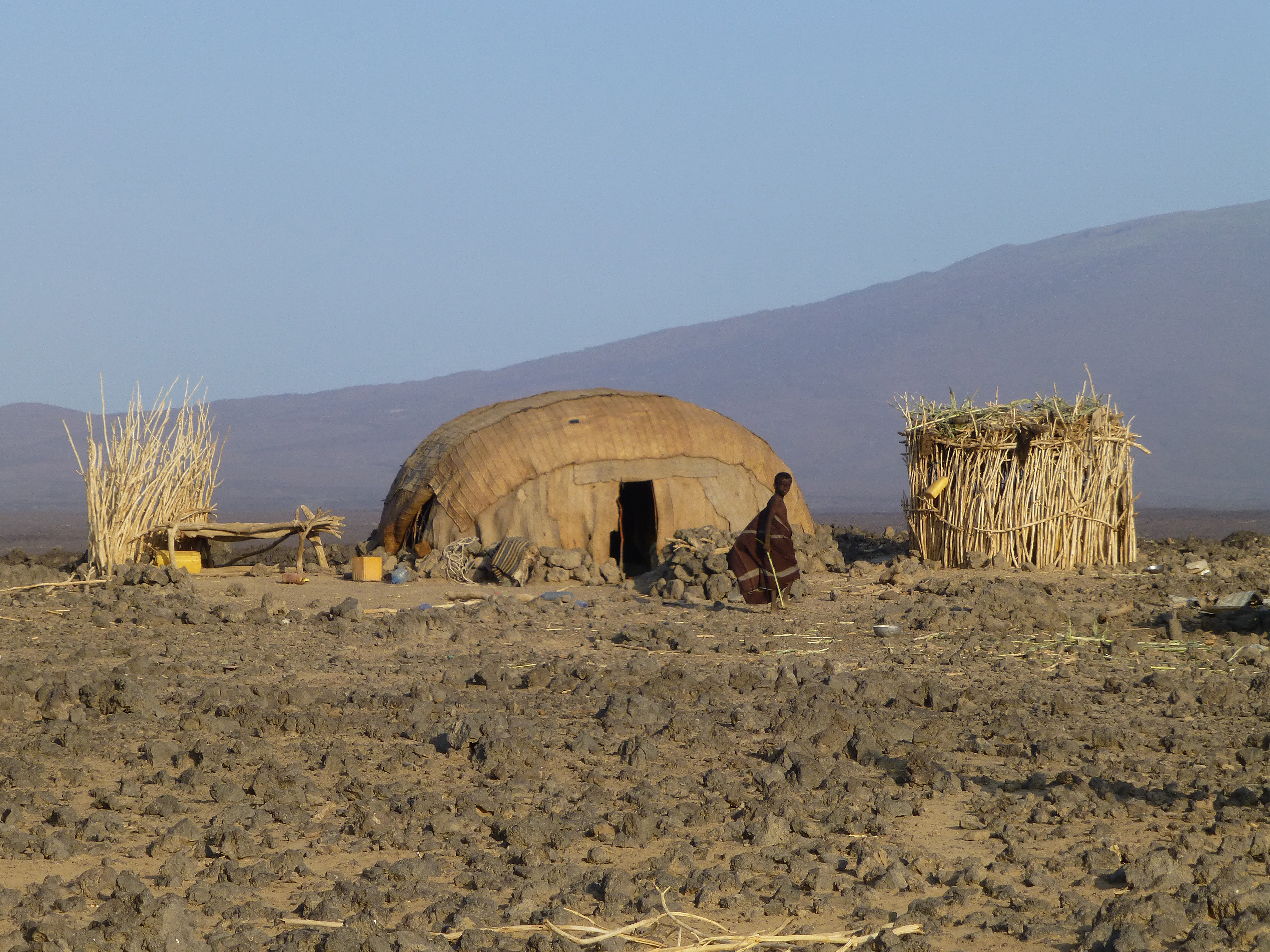
Une daboyta dans la région de l'Erta Ale (Éthiopie).

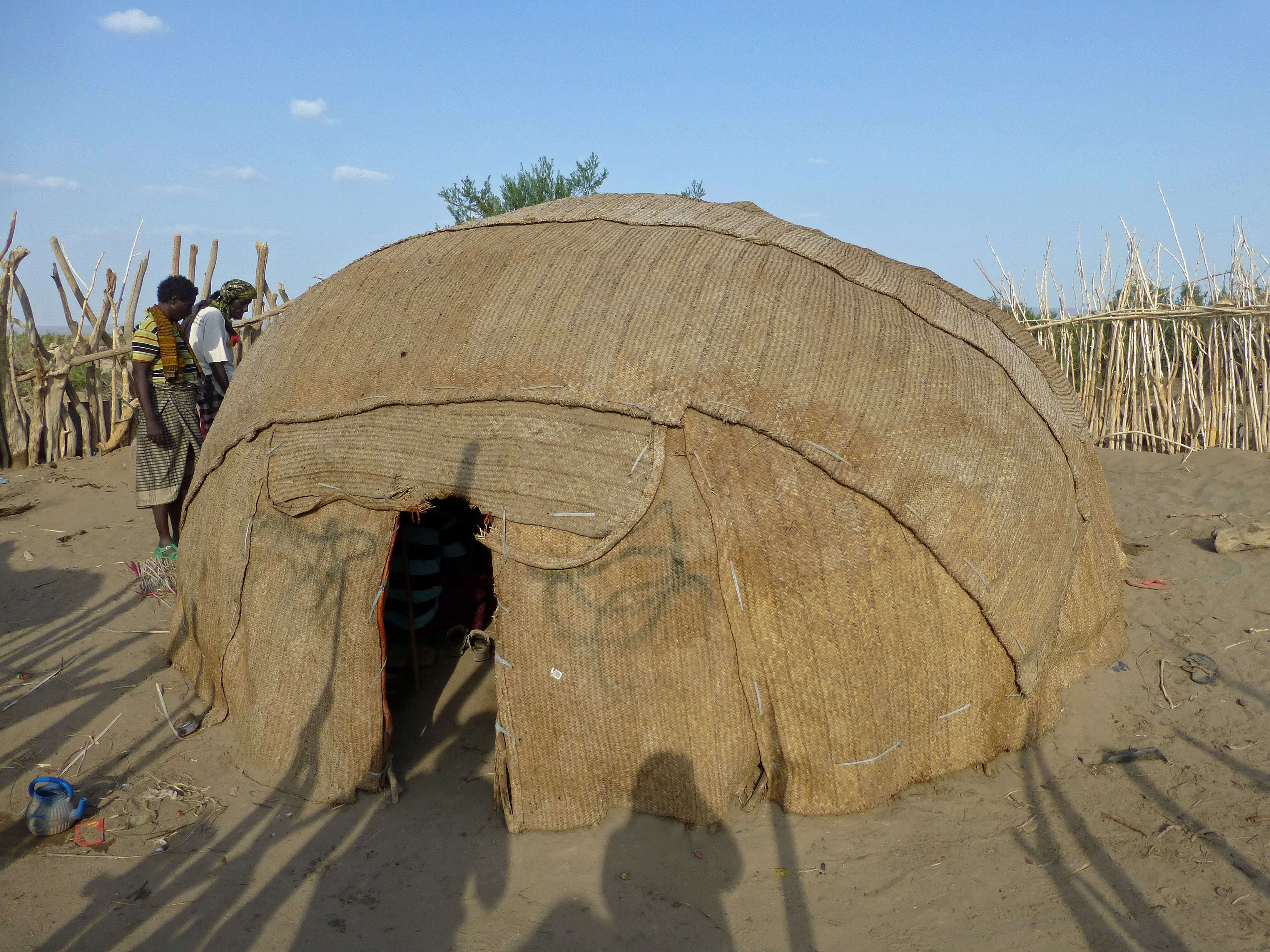
La tente du chef à Dodom.

Une daboyta (plur. daboytit) est une habitation des Afars à Djibouti, en Érythrée et en Éthiopie. Daboytá est parfois traduit par « hutte » ou « cabane », mais pour le linguiste Didier Morin, spécialiste de l'afar et du somali, ces termes sont impropres car il s'agit d'une tente.

## Description et usages
La daboyta est constituée d'une armature formée d'arceaux (jujubier ou Grewia bicolor) et de nattes de couverture en palmier hyphaene.
Sa forme est hémisphérique ou elliptique, mais ses dimensions varient – en moyenne deux mètres de haut et quatre mètres cinquante de long. Son orientation prend en compte la direction du vent.
La tente est dressée au milieu d'un enclos formé de pierres ou de branchages. L'espace proche du seuil (gudgud) est soigneusement entretenu : c'est là que se passe la journée et que l'on reçoit les visiteurs.
L'aménagement intérieur est réduit : le lit est constitué d'une claie rectangulaire posée sur une armature en bois. Des poutres reposant sur quatre piles de pierres plates forment le support. Des peaux tannées recouvrent habituellement le tout. Le foyer se trouve à droite en entrant et les hôtes sont accueillis dans l'espace central.
Le montage et le démontage de la tente, ainsi que l'entretien des nattes au quotidien, est l'affaire des femmes, d'où le double sens du verbe dis qui signifie à la fois « dresser la tente » et « marier quelqu'un ».

## Évolution et perspectives
En Éthiopie, dans les régions isolées – par exemple dans le désert Danakil –, les daboytas restent présentes dans tous les villages, même chez les populations sédentaires.
Cependant, avec la transformation progressive des modes de vie et l'urbanisation, cet habitat traditionnel tend à disparaître. À Djibouti, les tentes ont été remplacées par des baraques, car les immigrants, souvent venus de très loin, n'ont pu les emporter : contrairement à la tente saharienne, la daboyta est constituée de matériaux lourds (palissades en roseaux, structure en bois), localement coûteux voire introuvables. Ce renoncement semble relever également d'une stratégie d'adaptation à leur nouvel environnement.
De même que l'hébergement sous un tipi ou une yourte appartient désormais aux pratiques à la mode, certains campements touristiques proposent aujourd'hui des nuitées dans une daboyta traditionnelle.
Lors de l'Exposition universelle de 2010, une daboyta de 72 m2, spécialement conçue à Djibouti, a été envoyée à Shanghai dans un conteneur : entourée d'eau, décorée dans le style traditionnel, elle constituait l'attraction-phare du pavillon de la république de Djibouti.